# Corriedo
Corriedo es una agrupación administrativa antigua que se dio en Navarra y Gipúzcoa.

## Circunscripción eclesiástica
En la Edad Media el corriedo era una agrupación de parroquias, originada como una asociación de parroquias para liquidar los derechos de la visita epíscopal, pasó a ser una subdivisión de los arciprestazgos. En Navarra se utilizó, al menos, desde el siglo XIII  Los corriedos existentes en la diócesis de Pamplona, pueden conocerse por las anotaciones relativas al clero que contienen el Liber decime, de 1363. Allí quedan relacionados los corriedos en que se dividían los arciprestazgos de la cuenca de Pamplona, la Berrueza, Ibargoiti, valle de Aibar, valle Anué, la Valdorba, y valle de Araquil.
En Guipúzcoa los corriedos eran divisiones de la Comunidad del Clero de la provincia; existían corriedos enteros, medios corriedos y cuartos de corriedo, según la importancia de su ámbito. Cada uno de estos corriedos enviaban sus representantes a las Juntas de la Comunidad del Clero, para tratar asuntos relativos a su labor pastoral. La constitución de esa comunidad se acordó en la reunión celebrada en Tolosa el 16 de septiembre de 1675, y aprobada por el nuncio el 9 de febrero de 1678.

## Circunscripción civil
El corriedo era también el nombre que se daba en Navarra a una agrupación de pueblos, normalmente pertenecientes a un mismo valle histórico; se trata por tanto de una división del valle. Así se tienen noticia de los corriedos del valle de Allín, la Valdorba, aunque esas divisiones recibían también la denominación de cendeas y el de Liédena, cuyo nombre perduró al tratarse de un valle semiautónomo de Urraul.